# 전통

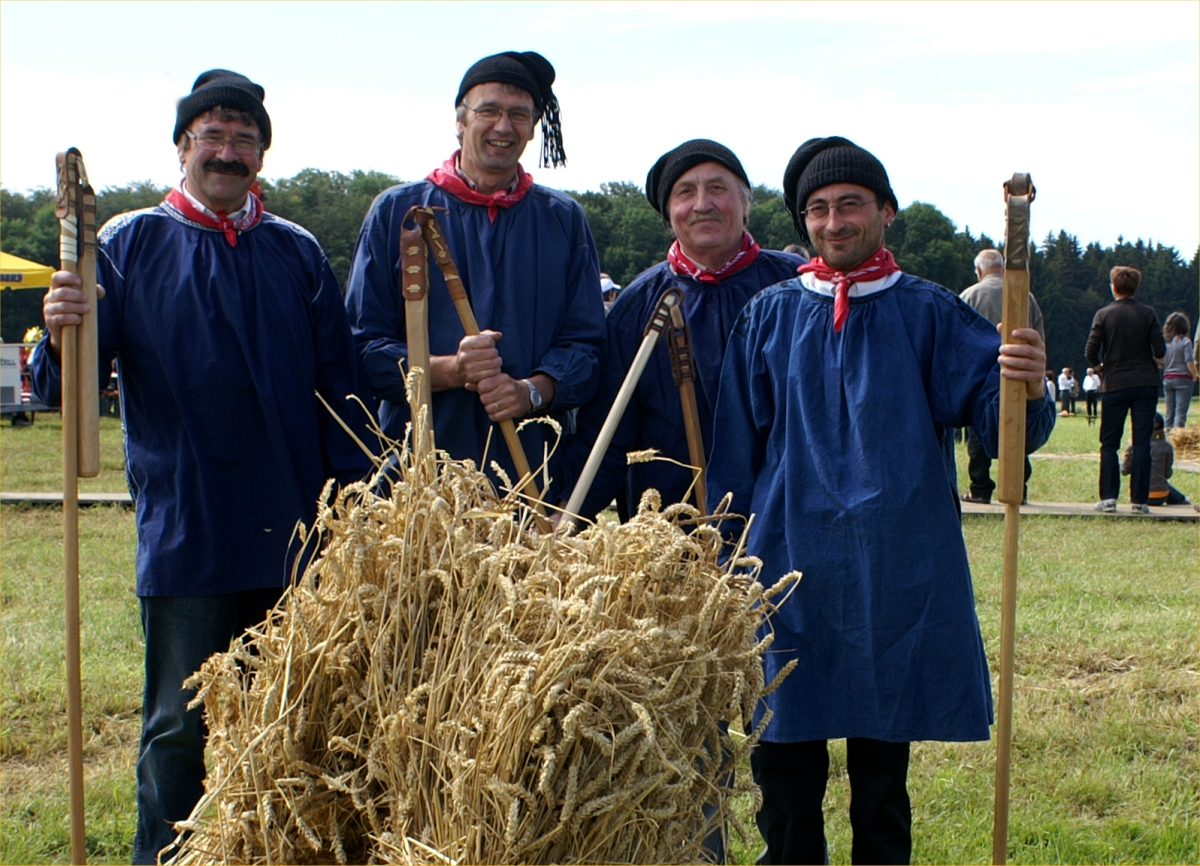

전통(傳統)은 일반적인 의미로는 습속(習俗)이 전대(前代)로부터 후대(後代)로 전해지는 것으로서, 동시에 시간적·공간적 구조를 제시하고 있다. 이에 대하여 국가·민족의 전통을 자랑으로 강조하는 경우가 많다. 이 경우에는 단순한 습속만이 아니라 정신적·문화적인 것, 즉 한 세대로부터 다음 세대로 전해지는 것과 그 내용도 가리킨다.
문화 생활은 이 전통을 바탕으로 하여 성립되나, 창조적인 문화는 전통 가운데에서 뛰어난 것을 추려내어 이를 새로운 상황 속에서 살림으로써 생겨난다.

## 설명
전통이란 과거에 기원을 두고 상징적 의미나 특별한 의미를 가지고 집단이나 사회 내에서 전승되는 신앙이나 행위(민속풍습)를 말한다. 문화적 표현과 민속의 구성 요소인 일반적인 예로는 휴일이나 실용적이지 않지만 사회적으로 의미 있는 옷(변호사의 가발, 군 장교의 박차 등)이 있지만 이 아이디어는 인사와 같은 사회적 규범에도 적용되었다. 전통은 수천 년 동안 지속되고 발전할 수 있다. 전통의 영단어 tradition이라는 용어 자체는 문자 그대로 전달하다, 넘겨주다, 보관을 위해 제공한다는 뜻을 지닌 라틴어 tradere에서 유래되었다. 일반적으로 전통은 고대의 역사를 가지고 있다고 가정하지만, 많은 전통은 정치적이든 문화적이든 짧은 기간에 걸쳐 의도적으로 만들어졌다. 다양한 학문 분야에서도 이 단어를 다양한 방식으로 사용한다.
"전통에 따라" 또는 "전통에 따라"라는 문구는 일반적으로 뒤따르는 모든 정보가 구전 전통에 의해서만 알려져 있지만 물리적 문서, 물리적 인공물 또는 기타 품질에 의해 뒷받침되지 않는다는 것을 의미한다. 전통은 논의되는 정보의 품질을 나타내는 데 사용된다. 예를 들어, "전통에 따르면 호머는 키오스(Chios)에서 태어났지만, 다른 많은 지역에서는 역사적으로 그를 자신들의 것이라고 주장해 왔다." 이 전통은 결코 입증되거나 반증될 수 없다. 또 다른 예를 들면, "전통적으로 진정한 영국 왕이었던 아서 왕은 많은 사랑받는 이야기에 영감을 주었다." 기록된 사실 여부에 관계없이 문화사적, 문학적 가치가 감소하지 않는다.
전통은 여러 학문 분야, 특히 민속학, 인류학, 역사, 고고학과 같은 사회과학 분야에서 연구 주제이다.
전통이라는 개념은 이전 시대를 고수한다는 개념으로서 정치적, 철학적 담론에서도 발견된다. 예를 들어, 이는 전통주의라는 정치적 개념의 기초이자 전통 천주교를 포함한 많은 세계 종교의 줄기이기도 하다. 예술적 맥락에서 전통은 예술 형식의 올바른 표시를 결정하는 데 사용된다. 예를 들어, 전통 장르(예: 전통 무용) 공연에서는 예술 형식을 구성하는 방법을 지시하는 지침을 준수하는 것이 공연자 자신의 선호도보다 더 중요하다. 산업화, 세계화, 특정 문화 집단의 동화나 소외 등 다양한 요인들이 전통의 상실을 악화시킬 수 있다. 이에 대응하여 이제 세계 여러 나라에서는 전통언어 등의 측면을 중심으로 전통보존 시도가 시작되고 있다. 전통은 일반적으로 현대성의 목표와 대조되며 관습, 관습, 법률, 규범, 관례, 규칙 및 유사한 개념과 구별되어야 한다.

## 같이 보기
- 관습
- 전통주의
- 보수주의
- 민속
- 건국 신화
- 영원 철학
- 성전 (신학)

## 참고 자료
- 이 문서에는 다음커뮤니케이션(현 카카오)에서 GFDL 또는 CC-SA 라이선스로 배포한 글로벌 세계대백과사전의 〈〈사상·학문〉 전통.〉 항목을 기초로 작성된 글이 포함되어 있습니다.